# Anti-WAAhnsinns-Festival
Het Anti-WAAhnsinns-Festival was een politiek georiënteerd rockfestival in het Beierse Burglengenfeld tegen de geplande opwerkingsfabriek voor kernafval (afgekort WAA) in Wackersdorf.
In 1986 beklemtoonde het vijfde van deze festivals (ook wel Duitse Woodstock genoemd) het hoogtepunt van de burgerprotesten tegen een opwekkingsfabriek voor kernafval. Met meer dan 100.000 bezoekers beleefde Burglengenfeld het tot dan toe grootste rockconcert van de Duitse geschiedenis, waarbij overwegend de bekendste artiesten van de Duitstalige rockmuziekscene vertegenwoordigd waren, waaronder BAP, Die Toten Hosen, Udo Lindenberg, Rodgau Monotones, Rio Reiser, Herbert Grönemeyer. De antikernenergiebeweging kreeg hierdoor een ongekende media-aandacht. Rond 6000 politieagenten waren rond Burglengenfeld operationeel. Het evenement verliep echter vreedzaam, ondanks velerlei bedenkingen van hogerhand.

## Geschiedenis
Het eerste Anti-WAAhnsinns-Festival vond reeds plaats in 1982 in Burglengenfeld. Toonaangevend was hierbij het autonome jeugdcentrum Burglengenfeld. Zulke muziekfestivals hadden in het jeugdcentrum reeds een lange traditie en 2000 tot 4000 mensen bezochten jaarlijks de concerten. Omdat veel leden van het jeugdcentrum ook actief betrokken waren in het verzet tegen de opwerkingsfabriek, besloot het bestuur er een Anti-WAA-festival van te maken. De evenementen zouden in eerste instantie een grotere interesse van de openbaarheid opwekken voor de problematiek van de WAA en de protesten. Door het geëngageerde cultuurwerk van het jeugdcentrum lukte het om snel contacten te leggen met Beierse muzikanten, zoals Haindling en de Biermösl Blosn, die zich ook publiekelijk uitspraken tegen de bouw van de opwekkingsfabriek. Omdat zulke festivals op steeds grotere weerklank bij het publiek stoten, groeide het idee om een deel van Duitslands bekendste artiesten enthousiast te maken. Dankzij de goede contacten met het management van BAP, kon het platenlabel EMI Electrola haar artiesten tot deelname aan het festival motiveren.

## Het festival
21 Artiesten en bands met meer dan 600 muzikanten namen deel aan het twee dagen en 28 uren durende programma en deden afstand van hun gage. De inkomsten van meer dan 900.000 DM waren bestemd om het WAA-verzet te versterken en de proceskosten van enkele gerechtelijk vervolgde demonstranten te betalen. De presentatie van het programma werd verzorgd door Eisi Gulp en Evi Seibert. In totaal 600 journalisten uit 10 landen deden verslag van het festival en 1300 vrijwilligers zorgden voor een bijna vlekkeloze afloop. Over het aantal toeschouwers waren de meningen verdeeld. Er werd gerept over 100.000 tot 120.000 toeschouwers.

## De nawerking
Het 5e Anti-WAAhnsinns-Festival bleef na het einde van de WAA in Wackersdorf in 1989 een eenmalige gebeurtenis, wat de toeschouwersaantallen en de kwaliteit van de optredende muzikanten betreft. Ter herinnering aan het verzet tegen de WAA in Wackersdorf en het vreedzame muziekfestival in 1986 werd op het evenemententerrein Lanzenanger in Burglendenfeld een gedenksteen geplaatst (zie foto in kader).